# Península de Yura

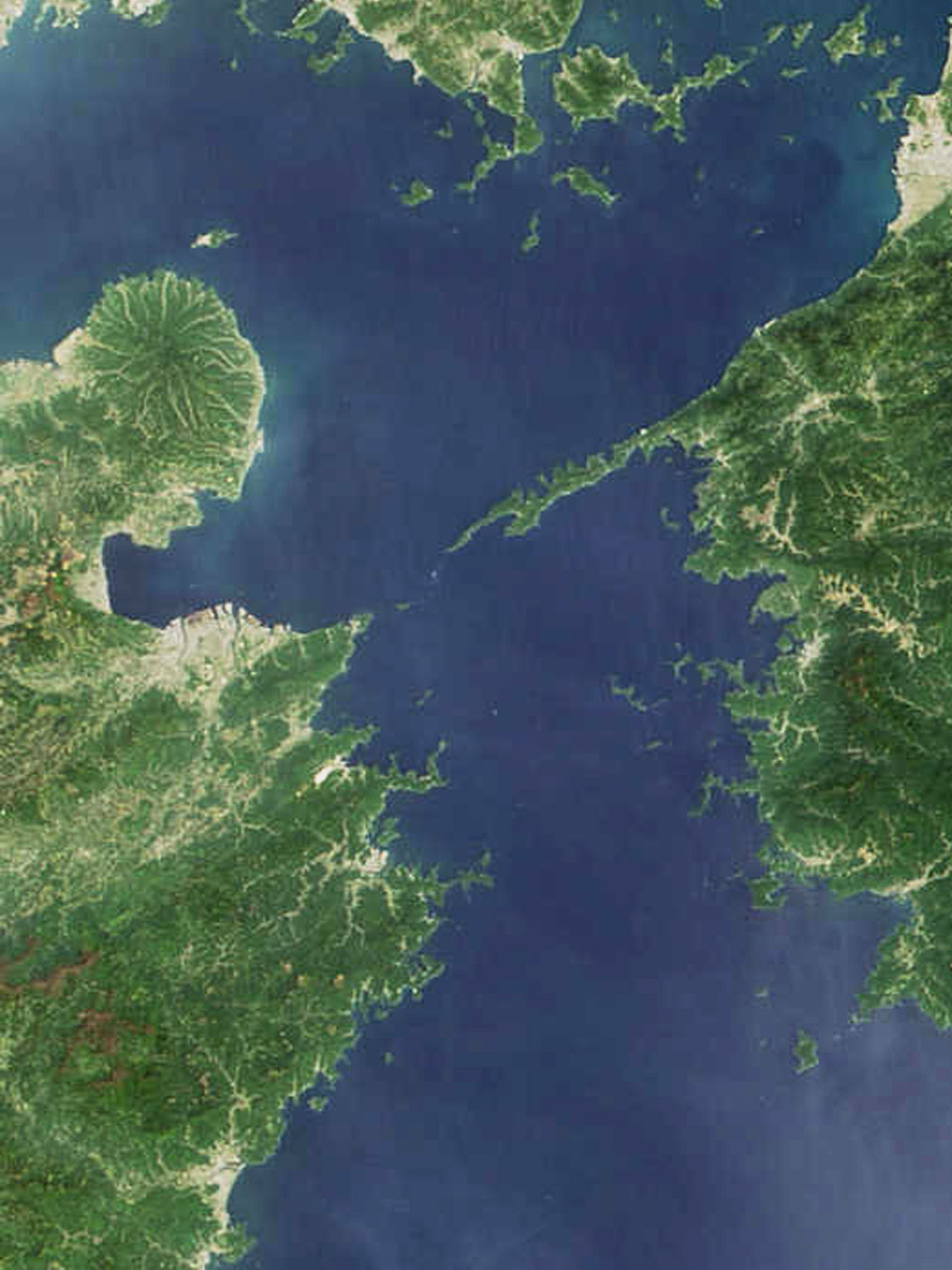
Vista do canal de Bungo e da longa península de Yura, a sul da maior e mais longa Península de Sadamisaki.

A península de Yura (由良半島, Yura-hantō) é uma península do Japão que se encontra na costa ocidental da ilha de Shikoku (região de Shikoku), e que entre pelo estreito de Bungo Suidō (no mar de Uwa). 

## Características
É uma península alongada e estreita, cuja parte central define o limite entre a cidade de Uwajima e Ainan no Distrito de Minamiuwa, ambas na prefeitura de Ehime. Tem comprimento de cerca de 13 km e parte dela está incluída no Parque Nacional Ashizuri Uwakai (足摺宇和海国立公園], Ashizuri Uwakai Kokuritsu-kōen).
Devido ao seu comprimento e forma, os pescadores demoravam muito tempo a rodear a península, e nas proximidades do seu extremo era habitual que se produzissem acidentes. Por isso os possuidores destes pequenos barcos preferiam arrepiar caminho atravessando a pé e carregando os barcos através de uma passagem por terra na zona central da península. Em 1966 foi construído o Canal de Funakoshi (船越運河, Funakoshi-unga).
Durante a Guerra do Pacífico no extremo da península foi instalada uma base de vigilância que contava com instrumentos para detetar a presença de submarinos, e que tinha artilharia defensiva.